# Chiretolpis signata
Chiretolpis signata là một loài bướm đêm thuộc phân họ Arctiinae, họ Erebidae.